# Маклахлан, Джанет
Джанет Маклахлан (англ. Janet MacLachlan; 27 августа 1933, Нью-Йорк, Нью-Йорк — 11 октября 2010[…], Лос-Анджелес, Калифорния) — американская актриса кино и телевидения, менее известна как актриса театра.

## Биография
Джанет Энджел Маклахлан родилась 27 августа 1933 года в афроамериканском квартале Гарлем города Нью-Йорк. Отца звали Джеймс, мать — Айрис Саут, оба они были выходцами с Ямайки. В 1950 году Джанет окончила старшую школу, в 1955 году — Хантерский колледж со степенью «бакалавр психологии». Начала работать секретарём, а с 1965 года начала сниматься в телесериалах. В 1968 году состоялся дебют девушки на широком экране, но в итоге всё-таки она стала по большей части актрисой именно телевидения. Всего за 38 лет кинокарьеры (1965—2003) Маклахлан снялась в примерно 120 фильмах и сериалах. Основные актёрские образы — судьи, медсёстры, врачи (психиатры), учителя, социальные работники.
Начав карьеру актрисы, Маклахлан переехала из Нью-Йорка в Лос-Анджелес, где поселилась в районе Силвер-Лейк.
В 1974 году номинировалась на премию NAACP Image в категории «Лучшая киноактриса» за роль в фильме «Мори», но не выиграла награды.
Последние годы жизни страдала от сердечно-сосудистых заболеваний, умерла от осложнений одного из них 11 октября 2010 года в возрасте 77 лет в медицинском центре Kaiser Permanente в Лос-Анджелесе.
Личная жизнь
О личной жизни актрисы известно мало. У неё есть дочь, Саманта Маклахлан (род. 1970), которая стала малоизвестной актрисой кино и телевидения.

## Избранная фильмография

### Широкий экран
- 1968 — Под нажимом[англ.] / Uptight — Джинни
- 1969 — Смена сознания[англ.] / Change of Mind — Элизабет Диксон
- 1970 — …тик… тик… тик…[англ.] / Tick, Tick, Tick — Мэри Прайс
- 1970 — Залы гнева[англ.] / Halls of Anger — Лоррейн Нэш
- 1970 — Темнее янтаря[англ.] / Darker than Amber — Норин
- 1972 — Человек[англ.] / The Man — Ванда
- 1972 — Саундер[англ.] / Sounder — Камилла
- 1984 — Петля / Tightrope — доктор Ярлофски
- 1986 — Закон Мёрфи[англ.] / Murphy's Law — доктор Ловелл
- 1986 — Мальчик, который умел летать / The Boy Who Could Fly — миссис Д’Грегарио
- 1987 — Крупные специалисты[англ.] / Big Shots — социальный работник
- 1988 — Надолго ли? / For Keeps — мисс Джайлс
- 1993 — Сердце и души / Heart and Souls — Агнес Миллер
- 1994 — Моя красотка / There Goes My Baby — Лотти
- 1994 — Преступная страсть / Criminal Passion — адвокат Трейси
- 1996 — Плохой Пиноккио[англ.] / Pinocchio's Revenge — судья Аллен
- 1999 — Тринадцатый этаж / The Thirteenth Floor — Эллен

### Телевидение
- 1965 — Альфред Хичкок представляет / The Alfred Hitchcock Hour — разные роли (в 2 эпизодах)
- 1965 — Боб Хоуп представляет: Театр «Крайслер»[англ.] / Bob Hope Presents the Chrysler Theatre — Фрэн (в эпизоде Kicks)
- 1966 — Беглец / The Fugitive — медсестра (в эпизоде Second Sight[англ.])
- 1966 — Спасай свою жизнь[англ.] / Run for Your Life — Барбара Смит (в эпизоде A Game of Violence)
- 1966—1968 — ФБР / The F.B.I. — разные роли (в 3 эпизодах[англ.])
- 1967 — Девушка от Д.Я.Д.И.[англ.] / The Girl from U.N.C.L.E. — медсестра (в эпизоде The U.F.O. Affair)
- 1967 — Дактари[англ.] / Daktari — Ли Бейкер (в эпизоде Goodbye Mike Makula)
- 1967 — Звёздный путь / Star Trek — лейтенант Шарлин Мастерс (в эпизоде The Alternative Factor)[7]
- 1967 — Я, шпион[англ.] / I Spy — Лайя (в эпизоде Laya)
- 1968 — Захватчики[англ.] / The Invaders — Селия Бакстер (в эпизоде The Vise)
- 1968—1976 — Озарение[англ.] / Insight — разные роли (в 4 эпизодах)
- 1969 — Детектив Айронсайд[англ.] / Ironside — Мария Уэйкфилд (в эпизоде Rundown on a Bum Rap[англ.])
- 1969 — Отряд «Стиляги»[англ.] / The Mod Squad — Энн Гиббон (в эпизоде To Linc - With Love[англ.])
- 1969—1970 — Название игры[англ.] / The Name of the Game — разные роли (в 3 эпизодах[англ.])
- 1970 — Шоу Билла Косби[англ.] / The Bill Cosby Show — Лора (в эпизоде The Artist)
- 1971 — Лонгстрит[англ.] / Longstreet — Молли Ричардс (в эпизоде Elegy in Brass)
- 1972 — Шоу Мэри Тайлер Мур / Mary Tyler Moore — Шерри Уилсон (в эпизоде His Two Right Arms[англ.])
- 1972 — История с привидениями[англ.] / Ghost Story — миссис Диллон (в эпизоде Alter-Ego)
- 1973 — Возлюби ближнего своего[англ.] / Love Thy Neighbour — Джеки Брюс (в 12 эпизодах)
- 1974 — Полицейская история[англ.] / Police Story — Фрэнки (в эпизоде Chain of Command)
- 1974 — Улицы Сан-Франциско / The Streets of San Francisco — Корби Джоплин (в эпизоде Rampage[англ.])
- 1974 — Медицинский центр[англ.] / Medical Center — Ханна Томпсон (в эпизоде The Hostile Heart)
- 1975 — Спецназ / S.W.A.T. — Клео (в эпизоде Jungle War)
- 1975 — Досье детектива Рокфорда / The Rockford Files — Адрианна Кларк, модный дизайнер[англ.] (в эпизоде The Deep Blue Sleep)
- 1975 — Человек на шесть миллионов долларов[англ.] / The Six Million Dollar Man — миссис Кук (в эпизоде The Blue Flash[англ.])
- 1976 — Эллери Куин[англ.] / Ellery Queen — Коррайн Огден (в эпизоде The Adventure of the Sunday Punch)
- 1976 — Барни Миллер[англ.] / Barney Miller — мисс Джексон (в эпизоде Werewolf)
- 1976 — Баретта / Baretta — мать C.C. (в эпизоде Nothin' for Nothin')
- 1976 — Что происходит!![англ.] / What's Happening!! — миссис Кавендиш (в эпизоде Shirley's Date)
- 1977 — Чудо-женщина / Wonder Woman — Сакри (в 2 эпизодах[англ.])
- 1978 — Хорошие времена[англ.] / Good Times — Сандра Форбс (в эпизоде Florida Gets a Job)
- 1979 — Все в семье / All in the Family — Полли Льюис (в эпизоде The Family Next Door[англ.])
- 1980 — У Арчи Банкера[англ.] / Archie Bunker's Place — Полли Суонсон (в 3 эпизодах[англ.])
- 1981 — Специальная программа ABC на выходные[англ.] / ABC Weekend Specials — мисс Харрингтон (в эпизоде Zack and the Magic Factory)
- 1982—1987 — Кегни и Лейси / Cagney & Lacey — Линн Саттер (в 6 эпизодах)
- 1983 — Медэксперт Куинси[англ.] / Quincy, M.E. — Джилл Гири (в эпизоде A Loss for Words)
- 1983 — Американский театр[англ.] / American Playhouse — Милдред (в эпизоде For Us the Living: The Medgar Evers Story)
- 1983 — Остров фантазий / Fantasy Island — Дина Ли (в эпизоде Edward / Extraordinary Miss Jones)
- 1984 — Блюз Хилл-стрит / Hill Street Blues — миссис Саймонс (в эпизоде Ewe and Me, Babe[англ.])
- 1985 — Охотник Джон[англ.] / Trapper John, M.D. — Линдси Меррик (в эпизоде Buckaroo Bob Rides Again[англ.])
- 1985 — Санта-Барбара / Santa Barbara — доктор Монклэр (в 4 эпизодах)
- 1985 — Панки Брюстер[англ.] / Punky Brewster — Лоис Коллинз (в эпизоде The Search[англ.])
- 1985, 1994 — Она написала убийство / Murder, She Wrote — разные роли (в 2 эпизодах[англ.])
- 1986 — Закон Лос-Анджелеса / L.A. Law — Эрика Такмен (в эпизоде Raiders of the Lost Bark)
- 1987 — Наш дом[англ.] / Our House — Салли Уильямс (в эпизоде The Best Intentions)
- 1987 — Кто здесь босс? / Who's the Boss? — Мелва Аллен (в эпизоде Raging Housekeeper[англ.])
- 1987 — Золотые девочки / The Golden Girls — Сандра (в эпизоде Old Friends[англ.])
- 1988 — Детективное агентство «Лунный свет» / Moonlighting — Анджела Бриджес (в эпизоде Fetal Attraction)
- 1988 — Красавица и Чудовище / Beauty and the Beast — мисс Кендрик (в эпизоде Chamber Music)
- 1989 — Мерфи Браун / Murphy Brown — доктор Пола Хейз (в эпизоде The Unshrinkable Murphy Brown[англ.])
- 1989 — Тихая пристань / Knots Landing — Сьюзан Барбица (в 2 эпизодах[англ.])
- 1990 — Звонящий в полночь / Midnight Caller — Селла Тёрнер (в эпизоде The Reverend Soundbite)
- 1990 — Тайны отца Даулинга / Father Dowling Mysteries — Рут Волинга (в эпизоде The Reasonable Doubt Mystery)
- 1990 — Поколения[англ.] / Generations — Бенита Ройал (в 11 эпизодах)
- 1994 — Полуночная жара[англ.] / In the Heat of the Night — Недда Лоузи (в эпизоде Who Was Geli Bendl?[англ.])
- 1995 — Скорая помощь / ER — мать Лоренс (в эпизоде Love Among the Ruins)
- 1995 — Полиция Нью-Йорка / NYPD Blue — Луиза (в эпизоде The Bank Dick[англ.])
- 1995 — Пилоты из Таскиги / The Tuskegee Airmen — мать Ганнибала
- 1995 — Большой ремонт / Home Improvement — Дин Каммингс (в эпизоде Doctor in the House[англ.])
- 1996—1997 — Преднамеренное убийство[англ.] / Murder One — миссис Латрелл (в 3 эпизодах)
- 1998—1999 — Дни нашей жизни / Days of Our Lives — Роуз, медсестра (в 7 эпизодах)
- 2000—2001 — Семейное право[англ.] / Family Law — Энн Тафт, судья (в 2 эпизодах)
- 2002 — Шпионка / Alias — Джейн Бэнкс (в эпизоде Cipher)

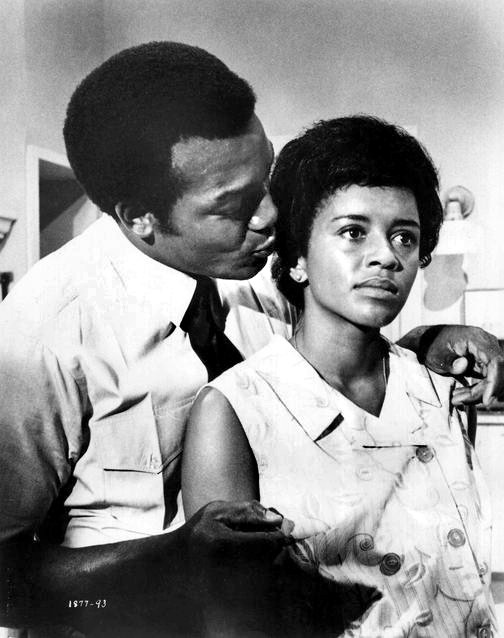
С Джимом Брауном в фильме «…тик… тик… тик…[англ.]» (1970)
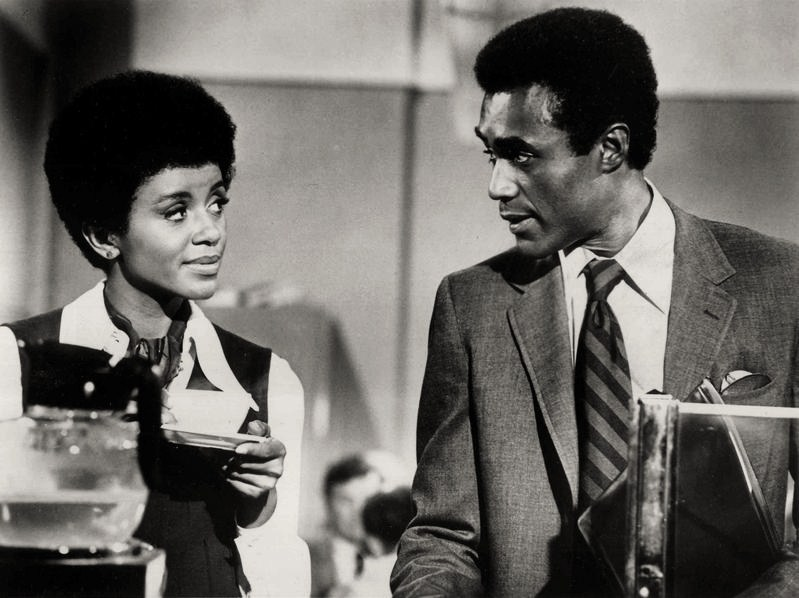
С Кэлвином Локхартом[англ.] в фильме «Залы гнева[англ.]» (1970)